# Korenjak
Korenjak je naselje v Občini Zavrč.